# Малаховский, Ян
Граф Ян Малаховский (26 января 1698 — 25 июня 1762) — польский государственный деятель, стольник великий коронный (с 1734 года), подканцлер великий коронный (1735—1746), канцлер великий коронный (1746—1762), староста опочновский, остролецкий, гродецкий и креховский.

## Биография
Представитель польского шляхетского рода Малаховских герба «Наленч». Сын воеводы калишского и познанского Станислава Малаховского (1659—1699) от брака с Анной Констанцией Любомирской (ум. 1726).
11 сентября 1736 года в Дрездене был награждён орденом Белого Орла.
Активный сторонник польского короля Августа III Веттина (1734—1763).
Был женат на Изабелле Хумиецкой (ум. 1783), от брака с которой имел шесть дочерей и четырех сыновей:
- Анна Малаховская (ум. после 1772), жена с 1749 года каштеляна любачевского Мариана Потоцкого (ум. после 1768)
- Катаржина Малаховская, жена подчашего великого коронного Щенсного Чапского
- Каролина Малаховская, жена староста стежицкого Войцеха Грабинского
- Марианна Малаховская, жена хорунжего великого коронного Яна Стецкого
- Элеонора Малаховская (ум. 1761), 1-й муж староста парчевский Юзеф Липский, 2-й муж с 1753 года чашник великий коронный, князь Теодор Иероним Любомирский (1720—1761)
- Елена Малаховская, жена воеводы плоцкого Юзефа Подосского
- Николай Малаховский (1730—1784), воевода ленчицкий (1773—1775) и серадзский (1775—1784)
- Станислав Малаховский (1735—1809), референдарий великий коронный (1780—1790), маршалок Четырехлетнего сейма (1788—1792), президент сената Варшавского герцогства (1807)
- Яцек Малаховский (1737—1821), подстолий великий коронный (1764), референдарий великий коронный (1764), подканцлер великий коронный (1780—1786), канцлер великий коронный (1786—1792)
- Антоний Малаховский (1740—1796), писарь великий коронный (1780), последний воевода мазовецкий (1784—1795).